# Ferrari Monza SP
Los Ferrari Monza SP1 y SP2 son autos deportivos de producción limitada producidos por el fabricante de automóviles italiano Ferrari, presentados en 2018 para el año modelo 2019. Los coches marcan el inicio de una nueva línea de modelos llamada serie "Icona", un programa destinado a crear coches especiales inspirados en modelos clásicos de Ferrari, todos ellos producidos en series limitadas. Los primeros coches de la nueva estirpe son los Monza SP1 y SP2, cuyos diseños se inspiran en los 750 Monza, 250 Testarossa y 166 MM. La nomenclatura SP1 y SP2 hace referencia al número de plazas de cada modelo. Se espera que se produzcan 499 unidades  a un precio de 1,58 millones de euros antes de opciones.

## Especificaciones
Tanto el SP1 como el SP2 funcionan con una variante del F140 GA V12 de aspiración natural de 6.496 cc (6,5 L; 396,4 pulgadas cúbicas) que se encuentra en el Ferrari 812 Superfast. El motor ha sido ajustado para generar 7,4 kW (10 hp; 10 CV) más que el motor del 812, para un total de 596 kW (799 hp; 810 PS) a 8500 rpm y 719 N⋅m (530 lbf⋅ft). ) de par a 7.000 rpm, lo que los convierte en ese momento en los autos de carretera Ferrari V12 de fábrica más potentes jamás producidos hasta el lanzamiento del 812 Competizione y Competizione A en 2021, con un F140 V12 mejorado que produce 820 hp (830 CV).

### Chasis
El chasis se basa libremente en el 812 y tanto el SP1 como el SP2 cuentan con una carrocería compuesta de fibra de carbono. El SP1 pesa 1.500 kg (3.306 lb), mientras que el SP2 de dos asientos pesa 20 kg (45 lb) más, 1.520 kg (3.351 lb). La resistencia de la carrocería compuesta permite la inclusión de un gran capó tipo almeja.

### Desempeño

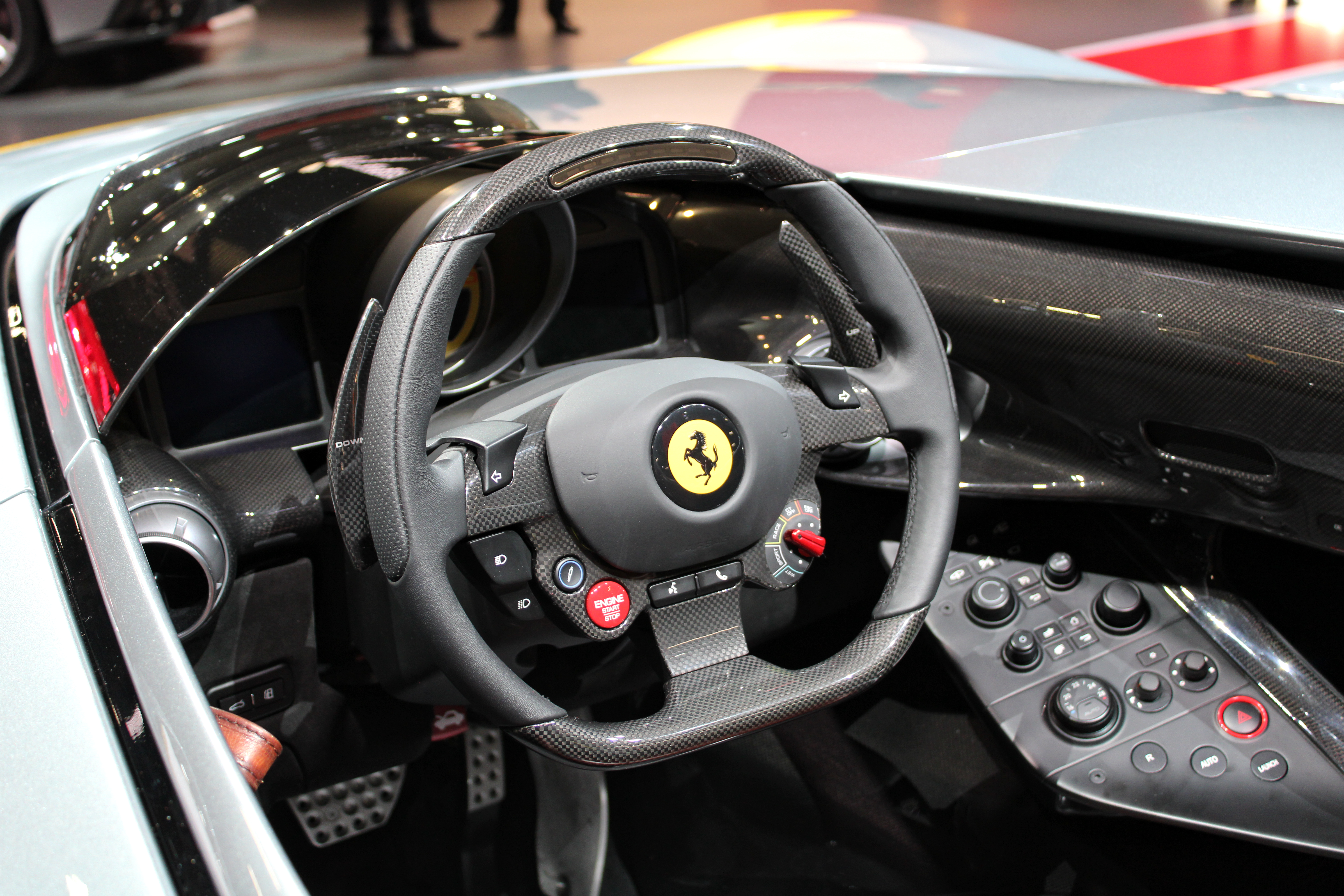
Interior

Las cifras de rendimiento afirmadas por el fabricante para ambos autos incluyen un tiempo de aceleración de 0 a 97 km/h (0 a 60 mph) de 2,9 segundos, un tiempo de aceleración de 0 a 200 km/h (0 a 124 mph) de 7,9 segundos y una velocidad máxima. que supere los 299 km/h (186 mph).

## Diseño

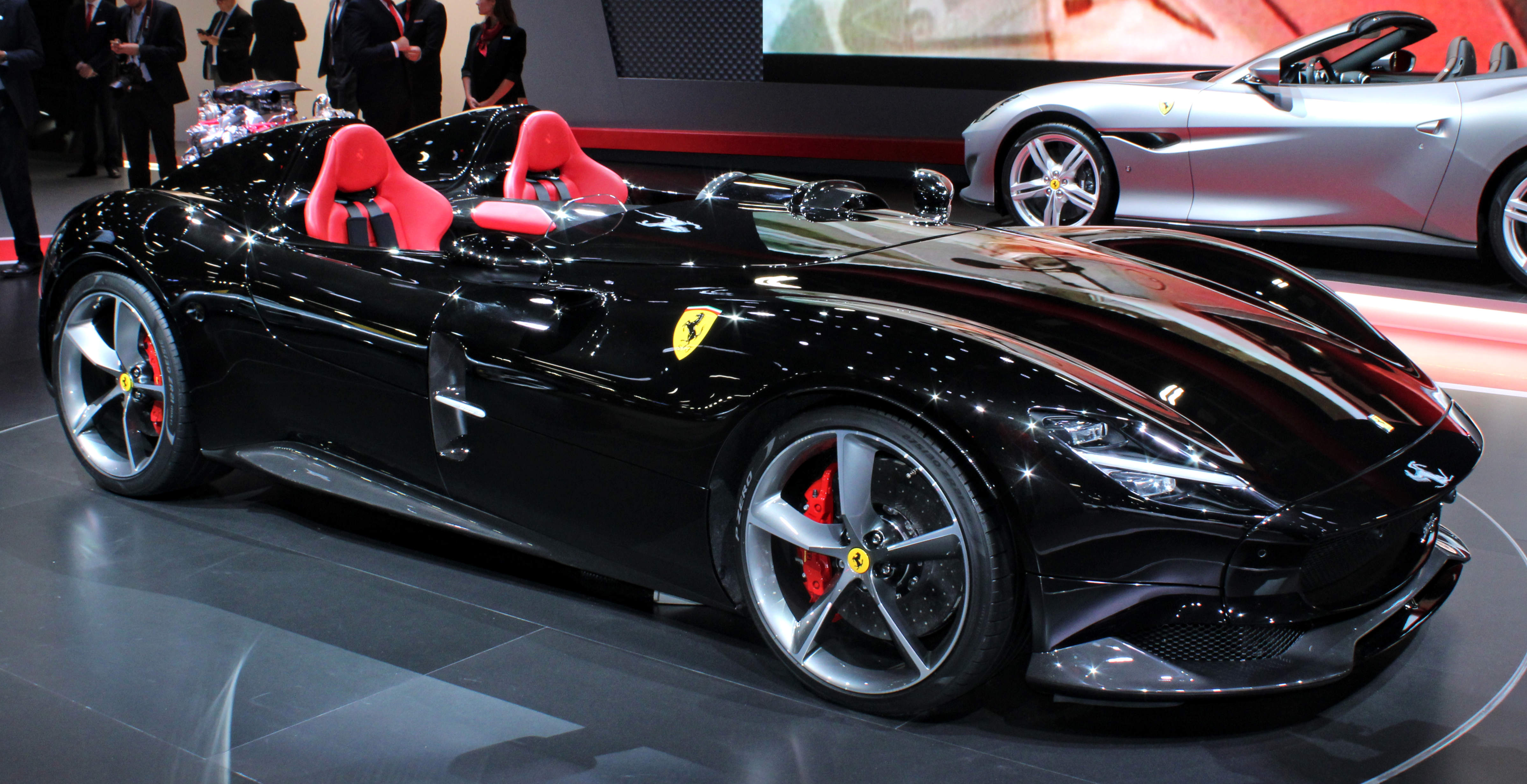
Ferrari Monza SP2

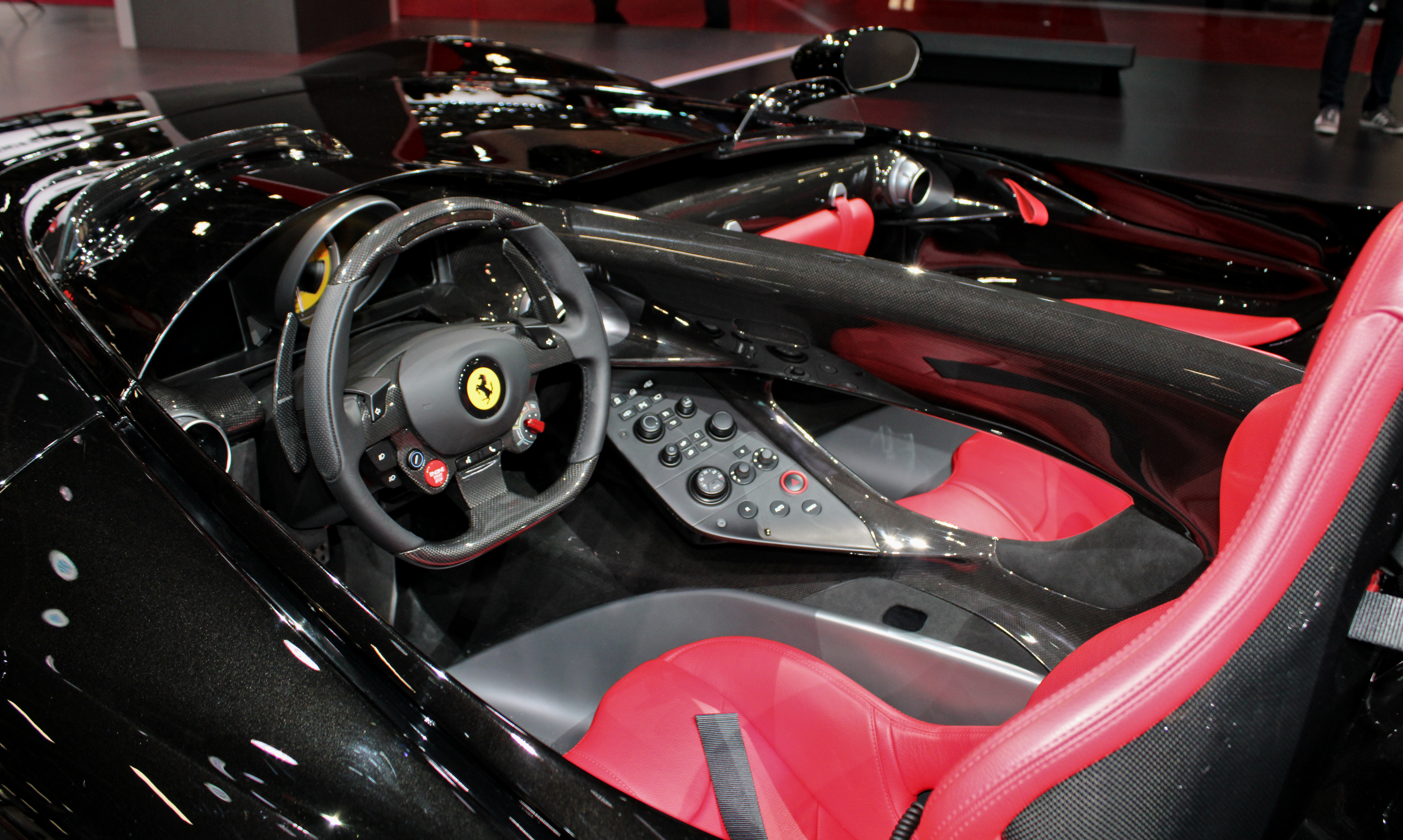
Interior

El SP1 y el SP2 cuentan con una carrocería veloz de fibra de carbono de baja altura inspirada en los primeros autos de carreras Ferrari de la posguerra, como el 166 MM, así como el 250 Testarossa y el 750 Monza. El SP1 es un monoplaza, con el puesto del conductor situado a un lado del coche, mientras que el SP2 tiene dos asientos separados por una sección central. Ambos autos cuentan con pequeñas puertas de tijera y no tienen parabrisas, sino que dependen de un sistema patentado que Ferrari llama "Parabrisas Virtual", que se supone que desvía el flujo de aire del conductor. En 2020, el Ferrari Styling Center recibió el premio de diseño industrial Compasso d'Oro por el Monza SP1. El premio lo recibieron Flavio Manzoni y Jane Reeve. Todos los coches están pintados en Carrozzeria Zanasi en Maranello.